# Osovîțea, Zolociv
Osovîțea (în ucraineană Осовиця) este un sat în comuna Pidlîpți din raionul Zolociv, regiunea Liov, Ucraina.

## Demografie
Componența lingvistică a localității Osovîțea
     Ucraineană (100%)
Conform recensământului din 2001, toată populația localității Osovîțea era vorbitoare de ucraineană (100%).